# 신데렐라 스토리 2
《신데렐라 스토리 2》(영어: Another Cinderella Story)는 2008년 개봉한 미국의 십대 뮤지컬 코미디 영화이다. 서사상 관련은 없는 《신데렐라 스토리》(2004)의 속편이다.
속편 《신데렐라 스토리: 원스 어폰 어 송》(2011)으로 이어진다.

## 줄거리
한물간 팝스타인 법정후견인 도미닉과 두 딸들의 하녀처럼 지내는 고등학생 메리는 무용가를 꿈꾼다. 유명 팝스타인 조이 파커가 학교로 돌아와 우승자에게 뮤직 비디오 상대역 기회를 주는 무용 경연 대회를 열자 메리는 이에 응시하려고 하는데...

## 출연
- 설리나 고메즈 - 메리 샌티아고 역
- 드루 실리 - 조이 파커 역
- 제인 린치 - 도미닉 블랫 역
- 캐서린 이저벨 - 브리 블랫 역
- 에밀리 퍼킨스 - 브릿 블랫 역
- 제시카 파커 케네디 - 태미 역
- 앨릭스 저하라 - 영국인 감독 역
- 린다 보이드 - 이비 파커 역
- 로레나 게일 - 헬가 역